# El Oro (Estado de México)
El Oro é um município do estado do México, no México. A sua cabecera municipal e sede do governo é El Oro.